# Адольф Флюбахер
Адольф Флюбахер (нім. Adolf Flubacher, 6 грудня 1900 — ?) — швейцарський футболіст, що грав на позиції нападника. Відомий за виступами за «Нордштерн» (Базель), а також національну збірну Швейцарії.

## Клубна кар'єра
На клубному рівні грав у складі команди «Нордштерн» (Базель), щонайменше з сезону 1922/23. Грав мінімум до сезону 1929/30. За цей час тричі ставав срібним призером чемпіонату Швейцарії в 1924, 1927 і 1928 роках. Півфіналіст Кубка Швейцарії 1927 року.

## Виступи за збірну
В складі національної збірної Швейцарії зіграв два матчі в 1928 році. Був учасником футбольного турніру на Олімпійських іграх 1928 року у Амстердамі, де його збірна в першому ж матчі 1/8 фіналу поступилась Німеччині (0:4). Залишився запасним у цьому матчі.